# Västra holmarna
Västra holmarna (fi. Länsisaaret) är en officiell stadsdel i Helsingfors stad. Västra holmarna är den administrativa indelningen för de obebodda öar som finns utanför Helsingfors. En stor del av dessa öar har landstigningsförbud på grund av att armén håller till på dem. Det andra stadsdelsparet är Östra holmarna och bådadera ingår i stadsdelen Utöarna.

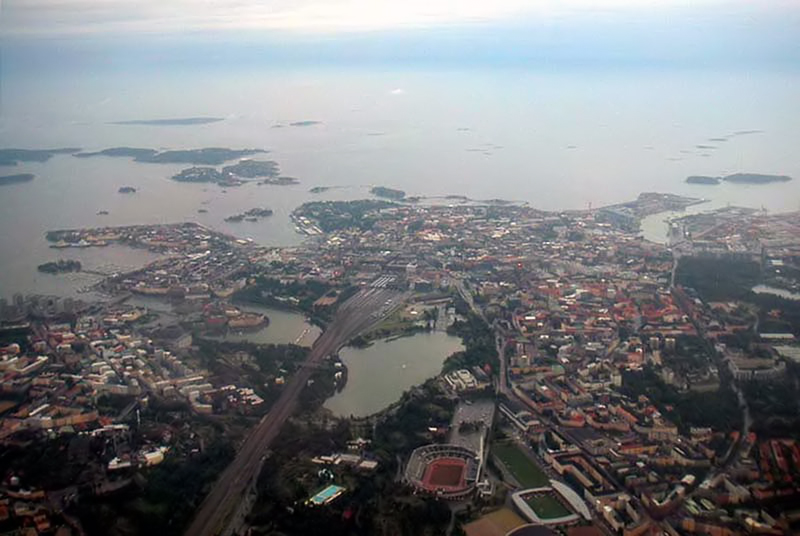
På bilden syns några öar utanför Helsingfors centrum (de stora öarna till vänster är Sveaborg)